# A Manchester City FC 2001–2002-es szezonja
A Manchester City a 2001–2002-es szezonban a másodosztályú bajnokságban az első helyen végzett, így egy év után rögtön visszajutott a legmagasabb osztályba. Az FA-kupában a Newcastle United ellen estek ki a negyeddöntőben. A ligakupában két kört mentek, ott a Blackburn Rovers állította meg őket.

## Mezek
| Hazai | Vendég | Harmadik |

## Játékosok
A szezon közben a csapat játékosai voltak
| #  |                | Poszt | Név               |
| -- | -------------- | ----- | ----------------- |
| 1  | Anglia         | K     | Nicky Weaver      |
| 2  | Anglia         | V     | Stuart Pearce     |
| 3  | Anglia         | V     | Richard Edghill   |
| 4  | Hollandia      | V     | Gerard Wiekens    |
| 5  | Skócia         | V     | Andy Morrison     |
| 6  | Észak-Írország | KP    | Kevin Horlock     |
| 7  | Anglia         | CS    | Darren Huckerby   |
| 8  | Ausztrália     | V     | Simon Colosimo    |
| 8  | Anglia         | CS    | Jon Macken        |
| 9  | Skócia         | CS    | Paul Dickov       |
| 10 | Bermuda        | CS    | Shaun Goater      |
| 11 | Anglia         | KP    | Terry Cooke       |
| 13 | Martinique     | KP    | Christian Negouai |
| 14 | Izrael         | KP    | Eyal Berkovic     |
| 15 | Norvégia       | V     | Alf-Inge Håland   |
| 16 | Skócia         | V     | Paul Ritchie      |
| 17 | Kína           | V     | Sun Jihai         |
| 18 | Észak-Írország | KP    | Jeff Whitley      |
| 19 | Ausztrália     | V     | Danny Tiatto      |
| 20 | Anglia         | K     | Carlo Nash        |
| 21 | Franciaország  | KP    | Alioune Touré     |

| #  |               | Poszt | Név                   |
| -- | ------------- | ----- | --------------------- |
| 22 | Írország      | V     | Richard Dunne         |
| 23 | Costa Rica    | CS    | Paulo Wanchope        |
| 24 | Anglia        | V     | Steve Howey           |
| 25 | Kamerun       | V     | Lucien Mettomo        |
| 26 | Anglia        | V     | Tyrone Mears          |
| 27 | Anglia        | V     | Stephen Jordan        |
| 28 | Anglia        | KP    | Tony Grant            |
| 29 | Anglia        | KP    | Shaun Wright-Phillips |
| 31 | Franciaország | V     | Laurent Charvet       |
| 32 | Anglia        | K     | Simon Royce           |
| 32 | Anglia        | CS    | Leon Mike             |
| 33 | Új-Zéland     | CS    | Chris Killen          |
| 35 | Írország      | K     | Brian Murphy          |
| 36 | Dánia         | V     | Niclas Jensen         |
| 36 | Anglia        | V     | Danny Granville       |
| 37 | Kanada        | KP    | Terry Dunfield        |
| 38 | Wales         | V     | Rhys Day              |
| 39 | Nigéria       | KP    | Dickson Etuhu         |
| 40 | Anglia        | KP    | Chris Shuker          |
| 44 | Algéria       | KP    | Ali Benarbia          |

## Felkészülési mérkőzések
| Dátum            | Ellenfél          | O / I | Eredmény LG – KG | Gólszerzők        |
| ---------------- | ----------------- | ----- | ---------------- | ----------------- |
| 2001. július 21. | Halifax Town      | I     | 2 – 1            | Huckerby, Horlock |
| 2001. július 24. | Scunthorpe United | I     | 2 – 2            | Etuhu, Goater     |
| 2001. július 28. | Tranmere Rovers   | I     | 0 – 1            |                   |
| 2001. július 31. | Huddersfield Town | I     | 2 – 0            | Wanchope, Goater  |

## First Divison
| 2001. augusztus 11. |

| Manchester City                    | 3 – 0               | Watford      |
| ---------------------------------- | ------------------- | ------------ |
| Goater 58' Berkovic 63' Pearce 87' | (0 – 0) Jegyzőkönyv | 72′ Robinson |

| Maine Road, Manchester Nézőszám: 33 939 Játékvezető: Michael Riley |

| 2001. augusztus 18. |

| Norwich City           | 2 – 0               | Manchester City |
| ---------------------- | ------------------- | --------------- |
| Libbra 75' McVeigh 89' | (0 – 0) Jegyzőkönyv | 90′ Wanchope    |

| Carrow Road, Norwich Nézőszám: 18 745 Játékvezető: Paul Taylor |

| 2001. augusztus 25. |

| Manchester City                                       | 5 – 2               | Crewe Alexandra      |
| ----------------------------------------------------- | ------------------- | -------------------- |
| Wanchope 33' 90' Pearce 41' (11-esből) Goater 80' 89' | (2 – 2) Jegyzőkönyv | 44' Hulse 45' Little |

| Maine Road, Manchester Nézőszám: 32 844 Játékvezető: Howard Webb |

| 2001. augusztus 27. |

| Burnley                             | 2 – 4               | Manchester City                 |
| ----------------------------------- | ------------------- | ------------------------------- |
| Davis 25' Briscoe 52' Armstrong 36′ | (1 – 1) Jegyzőkönyv | 17' 62' 86' Goater 50' Wanchope |

| Turf Moor, Burnley Nézőszám: 19 602 Játékvezető: Clive Wilkes |

| 2001. szeptember 8. |

| West Bromwich Albion                             | 4 – 0               | Manchester City |
| ------------------------------------------------ | ------------------- | --------------- |
| McInnes 10' Clement 66' (11-esből) 79' Dobie 83' | (1 – 0) Jegyzőkönyv |                 |

| The Hawthorns, West Bromwich Nézőszám: 23 524 Játékvezető: Graham Frankland |

| 2001. szeptember 15. |

| Manchester City          | 3 – 0               | Birmingham City |
| ------------------------ | ------------------- | --------------- |
| Goater 23' 42' Dunne 25' | (3 – 0) Jegyzőkönyv |                 |

| Maine Road, Manchester Nézőszám: 31 714 Játékvezető: Jeff Winter |

| 2001. szeptember 19. |

| Coventry City                                 | 4 – 3               | Manchester City                   |
| --------------------------------------------- | ------------------- | --------------------------------- |
| Pearce 15' Konjić 45' Hughes 65' Thompson 89' | (2 – 1) Jegyzőkönyv | 29' Benarbia 57' Horlock 72' Hall |

| Highfield Road, Coventry Nézőszám: 18 804 Játékvezető: Roger Furnandiz |

| 2001. szeptember 22. |

| Sheffield Wednesday  | 2 – 6               | Manchester City                                                   |
| -------------------- | ------------------- | ----------------------------------------------------------------- |
| Bonvin 3' Bromby 47' | (1 – 2) Jegyzőkönyv | 32' Benarbia 35' Goater 59' Granville 68' 79' (11-esből) Wanchope |

| Hillsborough, Sheffield Nézőszám: 25 731 Játékvezető: Roy Pearson |

| 2001. szeptember 25. |

| Manchester City                                 | 3 – 0               | Walsall |
| ----------------------------------------------- | ------------------- | ------- |
| Benarbia 24' Goater 41' Wanchope 59' (11-esből) | (2 – 0) Jegyzőkönyv |         |

| Maine Road, Manchester Nézőszám: 31 525 Játékvezető: Rob Harris |

| 2001. október 1. |

| Manchester City | 0 – 4               | Wimbledon                                      |
| --------------- | ------------------- | ---------------------------------------------- |
|                 | (0 – 2) Jegyzőkönyv | 23' 35' (11-esből) Connolly 83' 90' Shipperley |

| Maine Road, Manchester Nézőszám: 32 989 Játékvezető: John Brandwood |

| 2001. október 13. |

| Manchester City         | 2 – 2               | Stockport County              |
| ----------------------- | ------------------- | ----------------------------- |
| Benarbia 51' Goater 84' | (0 – 0) Jegyzőkönyv | 50' Hurst 68' (11-esből) Kuqi |

| Maine Road, Manchester Nézőszám: 34 214 Játékvezető: David Pugh |

| 2001. október 16. |

| Manchester City | 0 – 0               | Sheffield United |
| --------------- | ------------------- | ---------------- |
| Horlock 76′     | (0 – 0) Jegyzőkönyv |                  |

| Maine Road, Manchester Nézőszám: 32 454 Játékvezető: Steve Bennett |

| 2001. október 21. |

| Preston North End    | 2 – 1               | Manchester City           |
| -------------------- | ------------------- | ------------------------- |
| Healy 50' Macken 67' | (0 – 1) Jegyzőkönyv | 37' Huckerby 90′ Berkovic |

| Deepdale, Preston Nézőszám: 21 013 Játékvezető: Mike Dean |

| 2001. október 23. |

| Manchester City                      | 4 – 0               | Grimsby Town |
| ------------------------------------ | ------------------- | ------------ |
| Goater 2' Howey 20' Huckerby 24' 64' | (3 – 0) Jegyzőkönyv |              |

| Maine Road, Manchester Nézőszám: 30 797 Játékvezető: Mark Cowburn |

| 2001. október 28. |

| Nottingham Forest | 1 – 1               | Manchester City |
| ----------------- | ------------------- | --------------- |
| Bart-Williams 7'  | (1 – 1) Jegyzőkönyv | 9' Goater       |

| City Ground, Nottingham Nézőszám: 28 266 Játékvezető: John Brandwood |

| 2001. október 31. |

| Barnsley | 0 – 3               | Manchester City                    |
| -------- | ------------------- | ---------------------------------- |
|          | (0 – 3) Jegyzőkönyv | 14' Goater 35' Pearce 45' Huckerby |

| Oakwell, Barnsley Nézőszám: 15 159 Játékvezető: Phil Joslin |

| 2001. november 3. |

| Manchester City                 | 4 – 1               | Gillingham |
| ------------------------------- | ------------------- | ---------- |
| Goater 18' 20' 52' Huckerby 35' | (3 – 0) Jegyzőkönyv | 71' King   |

| Maine Road, Manchester Nézőszám: 33 067 Játékvezető: Richard Beeby |

| 2001. november 17. |

| Portsmouth              | 2 – 1               | Manchester City |
| ----------------------- | ------------------- | --------------- |
| Bradbury 54' Crouch 78' | (0 – 1) Jegyzőkönyv | 28' Huckerby    |

| Fratton Park, Portsmouth Nézőszám: 15 159 Játékvezető: Paul Alcock |

| 2001. november 24. |

| Manchester City          | 2 – 1               | Rotherham United |
| ------------------------ | ------------------- | ---------------- |
| Negouai 43' Benarbia 88' | (1 – 1) Jegyzőkönyv | 24' Swailes      |

| Maine Road, Manchester Nézőszám: 34 223 Játékvezető: Mick Fletcher |

| 2001. december 1. |

| Grimsby Town | 0 – 2               | Manchester City                    |
| ------------ | ------------------- | ---------------------------------- |
|              | (0 – 0) Jegyzőkönyv | 74' (11-esből) Huckerby 90' Goater |

| Blundell Park, Grimsby Nézőszám: 7960 Játékvezető: Paul Rejer |

| 2001. december 4. |

| Millwall                            | 2 – 3               | Manchester City                             |
| ----------------------------------- | ------------------- | ------------------------------------------- |
| Sadlier 45' Claridge 75' (11-esből) | (1 – 1) Jegyzőkönyv | 23' Goater 68' Huckerby 83' Wright-Phillips |

| The Den, London Nézőszám: 13 026 Játékvezető: Clive Wilkes |

| 2001. december 8. |

| Crystal Palace            | 2 – 1               | Manchester City |
| ------------------------- | ------------------- | --------------- |
| Freedman 31' Kirovski 45' | (2 – 0) Jegyzőkönyv | 68' Goater      |

| Selhurst Park, London Nézőszám: 22 080 Játékvezető: Bill Jordan |

| 2001. december 11. |

| Manchester City | 1 – 0               | Wolverhampton Wanderers |
| --------------- | ------------------- | ----------------------- |
| Horlock 21'     | (1 – 0) Jegyzőkönyv | 42′ Lescott             |

| Maine Road, Manchester Nézőszám: 33 639 Játékvezető: Michael Riley |

| 2001. december 16. |

| Manchester City                             | 3 – 1               | Bradford City |
| ------------------------------------------- | ------------------- | ------------- |
| Mettomo 36' Horlock 58' Wright-Phillips 64' | (1 – 1) Jegyzőkönyv | 15' Dunne     |

| Maine Road, Manchester Nézőszám: 30 749 Játékvezető: Phil Richards |

| 2001. december 26. |

| Manchester City | 0 – 0               | West Bromwich Albion |
| --------------- | ------------------- | -------------------- |
| Edghill 48′     | (0 – 0) Jegyzőkönyv |                      |

| Maine Road, Manchester Nézőszám: 34 407 Játékvezető: Roger Furnandiz |

| 2001. december 29. |

| Manchester City                               | 5 – 1               | Burnley          |
| --------------------------------------------- | ------------------- | ---------------- |
| Wanchope 2' 28' 45' Berkovic 38' Huckerby 90' | (3 – 0) Jegyzőkönyv | 61' Thomas-Moore |

| Maine Road, Manchester Nézőszám: 34 250 Játékvezető: Matt Messias |

| 2002. január 1. |

| Sheffield United | 1 – 3               | Manchester City                             |
| ---------------- | ------------------- | ------------------------------------------- |
| Brown 90'        | (0 – 0) Jegyzőkönyv | 55' Goater 68' Berkovic 90' Wright-Phillips |

| Bramall Lane, Sheffield Nézőszám: 26 291 Játékvezető: Alan Wiley |

| 2002. január 13. |

| Manchester City                                     | 3 – 1               | Norwich City |
| --------------------------------------------------- | ------------------- | ------------ |
| Berkovic 43' 65' Wanchope 61' (11-esből) Tiatto 12′ | (1 – 0) Jegyzőkönyv | 47' Nielsen  |

| Maine Road, Manchester Nézőszám: 31 794 Játékvezető: Roy Pearson |

| 2002. január 20. |

| Watford   | 1 – 2               | Manchester City           |
| --------- | ------------------- | ------------------------- |
| Smith 26' | (1 – 1) Jegyzőkönyv | 30' Wanchope 80' Helguson |

| Bramall Lane, Sheffield Nézőszám: 17 724 Játékvezető: Dermot Gallagher |

| 2002. január 30. |

| Manchester City            | 2 – 0               | Millwall |
| -------------------------- | ------------------- | -------- |
| Goater 78' 87' Benarbia 7′ | (0 – 0) Jegyzőkönyv |          |

| Maine Road, Manchester Nézőszám: 30 238 Játékvezető: Peter Walton |

| 2002. február 3. |

| Wimbledon          | 2 – 1               | Manchester City         |
| ------------------ | ------------------- | ----------------------- |
| Shipperley 34' 69' | (1 – 0) Jegyzőkönyv | 54' Benarbia 90′ Pearce |

| Selhurst Park, London Nézőszám: 10 664 Játékvezető: Phil Dowd |

| 2002. február 10. |

| Manchester City                            | 3 – 2               | Preston North End       |
| ------------------------------------------ | ------------------- | ----------------------- |
| Wright-Phillips 49' Howey 56' Wanchope 74' | (0 – 0) Jegyzőkönyv | 47' Macken 90' Anderson |

| Maine Road, Manchester Nézőszám: 34 220 Játékvezető: Anthony Bates |

| 2002. február 23. |

| Walsall | 0 – 0               | Manchester City |
| ------- | ------------------- | --------------- |
|         | (0 – 0) Jegyzőkönyv |                 |

| Bescot Stadium, Walsall Nézőszám: 7 618 Játékvezető: David Crick |

| 2002. február 27. |

| Manchester City                                 | 4 – 0               | Sheffield Wednesday |
| ----------------------------------------------- | ------------------- | ------------------- |
| Horlock 9' Huckerby 32' Berkovic 76' Goater 88' | (2 – 0) Jegyzőkönyv |                     |

| Maine Road, Manchester Nézőszám: 33 682 Játékvezető: Paul Durkin |

| 2002. március 3. |

| Manchester City                                 | 4 – 2               | Coventry City |
| ----------------------------------------------- | ------------------- | ------------- |
| Huckerby 15' Tiatto 35' Wright-Phillips 42' 71' | (3 – 1) Jegyzőkönyv | 19' 88' Mills |

| Maine Road, Manchester Nézőszám: 33 335 Játékvezető: Mike Pike |

| 2002. március 5. |

| Birmingham City | 1 – 2               | Manchester City        |
| --------------- | ------------------- | ---------------------- |
| Johnson 4'      | (1 – 1) Jegyzőkönyv | 43' Jensen 68' Horlock |

| St Andrew's, Birmingham Nézőszám: 24 160 Játékvezető: Bill Jordan |

| 2002. március 8. |

| Bradford City | 0 – 2               | Manchester City         |
| ------------- | ------------------- | ----------------------- |
|               | (0 – 1) Jegyzőkönyv | 44' Huckerby 90' Macken |

| Valley Parade, Bradford Nézőszám: 18 168 Játékvezető: Phil Dowd |

| 2002. március 12. |

| Crewe Alexandra | 1 – 3               | Manchester City                      |
| --------------- | ------------------- | ------------------------------------ |
| Jack 55'        | (0 – 2) Jegyzőkönyv | 30' Benarbia 45' Huckerby 75' Goater |

| Gresty Road, Crewe Nézőszám: 10 092 Játékvezető: Paul Danson |

| 2002. március 16. |

| Manchester City | 1 – 0               | Crystal Palace |
| --------------- | ------------------- | -------------- |
| Horlock 10'     | (1 – 0) Jegyzőkönyv |                |

| Maine Road, Manchester Nézőszám: 33 637 Játékvezető: Mark Clattenburg |

| 2002. március 19. |

| Stockport County | 2 – 1               | Manchester City       |
| ---------------- | ------------------- | --------------------- |
| Hardiker 85' 90' | (0 – 1) Jegyzőkönyv | 18' Macken 30′ Goater |

| Edgeley Park, Stockport Nézőszám: 9 537 Játékvezető: Clive Wilkes |

| 2002. március 23. |

| Rotherham United | 1 – 1               | Manchester City |
| ---------------- | ------------------- | --------------- |
| Lee 45'          | (1 – 0) Jegyzőkönyv | 60' Benarbia    |

| Millmoor, Rotherham Nézőszám: 11 426 Játékvezető: Dermot Gallagher |

| 2002. március 30. |

| Manchester City                 | 3 – 0               | Nottingham Forest |
| ------------------------------- | ------------------- | ----------------- |
| Huckerby 40' 45' 84' (11-esből) | (2 – 0) Jegyzőkönyv |                   |

| Maine Road, Manchester Nézőszám: 34 345 Játékvezető: Mike Jones |

| 2002. április 1. |

| Wolverhampton Wanderers | 0 – 2               | Manchester City         |
| ----------------------- | ------------------- | ----------------------- |
| Butler 83′              | (0 – 1) Jegyzőkönyv | 36' 80' Wright-Phillips |

| Molineux Stadium, Wolverhampton Nézőszám: 28 015 Játékvezető: Graham Barber |

| 2002. április 6. |

| Manchester City                     | 5 – 1               | Barnsley |
| ----------------------------------- | ------------------- | -------- |
| Huckerby 12' 36' 63' Macken 53' 70' | (2 – 1) Jegyzőkönyv | 43' Dyer |

| Maine Road, Manchester Nézőszám: 33 628 Játékvezető: Graham Laws |

| 2002. április 13. |

| Gillingham | 1 – 3               | Manchester City                     |
| ---------- | ------------------- | ----------------------------------- |
| Onuora 34' | (1 – 2) Jegyzőkönyv | 20' Horlock 39' Goater 85' Huckerby |

| Priestfield Stadium, Gillingham Nézőszám: 9 494 Játékvezető: Matt Messias |

| 2002. április 21. |

| Manchester City                | 3 – 1               | Portsmouth |
| ------------------------------ | ------------------- | ---------- |
| Howey 9' Goater 27' Macken 86' | (2 – 0) Jegyzőkönyv | 59' Pitt   |

| Maine Road, Manchester Nézőszám: 34 657 Játékvezető: Roger Furnandiz |

### Tabella
| #  | Csapat                   | M  | GY | D  | V  | G+ – G– | GK  | P  | Megjegyzések   |
| -- | ------------------------ | -- | -- | -- | -- | ------- | --- | -- | -------------- |
| 1. | Manchester City (B) (F)  | 46 | 31 | 6  | 9  | 108–52  | +56 | 99 | Premier League |
| 2. | West Bromwich Albion (F) | 46 | 27 | 8  | 11 | 61–29   | +32 | 89 | Premier League |
| 3. | Wolverhampton            | 46 | 25 | 11 | 10 | 76–43   | +33 | 86 |                |
| 4. | Millwall                 | 46 | 22 | 11 | 13 | 69–48   | +21 | 77 |                |
| 5. | Birmingham City (F) (R)  | 46 | 21 | 13 | 12 | 70–49   | +21 | 76 | Premier League |
| 6. | Norwich City             | 46 | 22 | 9  | 15 | 60–51   | +9  | 75 |                |

Utolsó frissítés: 2013. augusztus 20. 
Forrás: [forrás?] 
A rangsorolás alapszabályai: 1. összpontszám, 2. egymás elleni eredmények összpontszáma, 3. gólkülönbség, 4. szerzett gólok száma.
(B): Bajnokcsapat, (K): Kieső csapat, (F): Feljutó csapat, (I): Kupainduló, (R): A rájátszás győztese, (KGY): Kupagyőztes

## FA-kupa
Harmadik kör
| 2002. január 5. |

| Manchester City         | 2 – 0               | Swindon Town |
| ----------------------- | ------------------- | ------------ |
| Wanchope 8' Horlock 62' | (1 – 0) Jegyzőkönyv |              |

| Maine Road, Manchester Nézőszám: 21 581 Játékvezető: Chris Foy |

Negyedik kör
| 2002. január 27. |

| Ipswich Town | 1 – 4               | Manchester City                          |
| ------------ | ------------------- | ---------------------------------------- |
| Bent 83'     | (0 – 1) Jegyzőkönyv | 43' Berkovic 65' 86' Goater 90' Huckerby |

| Portman Road, Ipswich Nézőszám: 21 119 Játékvezető: Graham Poll |

Ötödik kör
| 2002. február 17. |

| Newcastle United | 1 – 0               | Manchester City |
| ---------------- | ------------------- | --------------- |
| Solano 59'       | (0 – 0) Jegyzőkönyv | 29′ Dunne       |

| St James’ Park, Newcastle upon Tyne Nézőszám: 51 020 Játékvezető: Alan Wiley |

## Ligakupa
Második kör
| 2001. szeptember 11. |

| Notts County                        | 2 – 4 (h. u.)                     | Manchester City                                |
| ----------------------------------- | --------------------------------- | ---------------------------------------------- |
| Allsopp 68' (11-esből) Stallard 70' | (0 – 0, 2 – 2, 2 – 4) Jegyzőkönyv | 61' Shuker 85' Goater 91' Dickov 102' Huckerby |

| Meadow Lane, Nottingham Nézőszám: 5972 Játékvezető: Andy Hall |

Harmadik kör
| 2001. október 10. |

| Manchester City                                 | 6 – 0               | Birmingham City |
| ----------------------------------------------- | ------------------- | --------------- |
| Huckerby 10' 25' 81' 89' Luntala 14' Goater 53' | (3 – 0) Jegyzőkönyv |                 |

| Maine Road, Manchester Nézőszám: 13 912 Játékvezető: Rob Styles |

Negyedik kör
| 2001. november 28. |

| Blackburn Rovers          | 2 – 0               | Manchester City |
| ------------------------- | ------------------- | --------------- |
| Johansson 44' Johnson 89' | (1 – 0) Jegyzőkönyv | 26′ Negouai     |

| Ewood Park, Blackburn Nézőszám: 17 907 Játékvezető: Uriah Rennie |

## Góllövőlista

### Összesítve
| Játékos               | Gól |
| --------------------- | --- |
| Shaun Goater          | 32  |
| Darren Huckerby       | 26  |
| Paulo Wanchope        | 13  |
| Ali Benarbia          | 8   |
| Kevin Horlock         | 8   |
| Shaun Wright-Phillips | 8   |
| Eyal Berkovic         | 7   |
| Jon Macken            | 5   |
| Steve Howey           | 3   |
| Stuart Pearce         | 3   |
| Paul Dickov           | 1   |
| Richard Dunne         | 1   |
| Danny Granville       | 1   |
| Niclas Jensen         | 1   |
| Lucien Mettomo        | 1   |
| Christian Negouai     | 1   |
| Chris Shuker          | 1   |
| Danny Tiatto          | 1   |

| Játékos               | Gól |
| --------------------- | --- |
| Shaun Goater          | 28  |
| Darren Huckerby       | 20  |
| Paulo Wanchope        | 12  |
| Ali Benarbia          | 8   |
| Shaun Wright-Phillips | 8   |
| Kevin Horlock         | 7   |
| Eyal Berkovic         | 6   |
| Jon Macken            | 5   |
| Steve Howey           | 3   |
| Stuart Pearce         | 3   |
| Richard Dunne         | 1   |
| Danny Granville       | 1   |
| Niclas Jensen         | 1   |
| Lucien Mettomo        | 1   |
| Christian Negouai     | 1   |
| Danny Tiatto          | 1   |

| Játékos         | Gól |
| --------------- | --- |
| Darren Huckerby | 5   |
| Shaun Goater    | 2   |
| Paul Dickov     | 1   |
| Chris Shuker    | 1   |

| Játékos         | Gól |
| --------------- | --- |
| Shaun Goater    | 2   |
| Eyal Berkovic   | 1   |
| Kevin Horlock   | 1   |
| Darren Huckerby | 1   |
| Paulo Wanchope  | 1   |